# Cyndi Wang
Cyndi Wang (en chino traditional y simplificado: 王心凌, en pinyin: Wang Xinling) nacida el 5 de septiembre de 1982 es una cantante y actriz taiwanesa. Su nombre verdadero es Wang Junru (en chino: 王君如).

## Carrera
Ha grabado los siguientes álbumes discográficos en su trayectoria artística como «Begin» (2003), «Cyndi Loves You» (2004), «Honey» (2005), «Shining 2005» (2005), «Cyndi With U» (2006), «Magic Cyndi» (2007), «Fly! Cyndi» (2007), «Red Cyndi» (2008), «Beautiful Days» (2009), «H2H» (2009), «Sticky» (2011), «Love? Or Not?» (2012), «The 10th Cyndi» (2014), «Cyndi Wants or Not?» (2015), «CyndiLoves2Sing» (2018), «My! Cyndi!» (2020), y «Bite Back» (2023). 
También ha participado en tres bandas sonoras del teatro taiwanés. 
Fuera de su carrera musical, Wang ha participado también en varios dramas taiwaneses, incluyendo Westside Story (2003), La Robe de Mariage des Cieux (2004), y Smiling Pasta (2006). 
Actuó junto a JJ Lin en tres historias de amor cortas (en 2006), una película (Rain Candy) en 2008 con Karena Lam, conciertos que se celebran (conciertos personales y con Jungiery de J-Stars) y ella también hizo varios anuncios y promociones.

## Discografía

### Álbumes de estudio
| Álbum | Fecha de Lanzamiento    | Título                                                                                      | Sello discográfico     |
| 1st   | 24 de febrero de 2003   | Begin                                                                                       | Avex Taiwan            |
| 2nd   | 26 de marzo de 2004     | Cyndi Loves You (愛你)                                                                      | Avex Taiwan            |
| 3rd   | 18 de febrero de 2005   | Honey                                                                                       | Avex Taiwan            |
| 4th   | 26 de julio de 2005     | Shining 2005 (New Songs + Best-of Collection) (閃耀2005 新歌+節奏精選)                      | Avex Taiwan            |
| 5th   | 27 de diciembre de 2005 | Cyndi with U                                                                                | Avex Taiwan            |
| 6th   | 30 de abril de 2007     | Magic Cyndi                                                                                 | Avex Taiwan            |
| 7th   | 30 de noviembre de 2007 | Fly! Cyndi                                                                                  | Avex Taiwan            |
| 8th   | 29 de febrero de 2008   | Red (Remember Every Dream) Cyndi (New Songs + Best-of) (红心凌2008新歌＋精选（豪华珍藏版）) | Avex Taiwan            |
| 9th   | 13 de noviembre de 2009 | Beautiful Days (New Songs + Best-of) (美丽的日子 新歌+精选)                                 | Gold Typhoon           |
| 10th  | 4 de diciembre de 2009  | H2H (心電心)                                                                                | Gold Typhoon           |
| 11th  | 27 de mayo de 2011      | Sticky (黏黏黏黏)                                                                           | Gold Typhoon           |
| 12th  | 30 de noviembre de 2012 | Love? Or Not? (愛不愛)                                                                      | Universal Music Taiwan |
| 13th  | 25 de julio de 2014     | The 10th Cyndi (第十個王心凌)                                                               | Universal Music Taiwan |
| 14th  | 4 de diciembre de 2015  | Cyndi Wants or Not? (敢要敢不要)                                                            | Universal Music Taiwan |
| 15th  | 7 de diciembre de 2018  | CyndiLoves2Sing (愛。心凌)                                                                  | Universal Music Taiwan |
| 16th  | 5 de septiembre de 2020 | My! Cyndi!                                                                                  | Universal Music Taiwan |
| 17th  | 12 de octubre de 2023   | Bite Back                                                                                   | Sony Music Taiwan      |

### Conciertos DVD
| Fecha de Lanzamiento    | Título                                       | Sello discográfico |
| 3 de septiembre de 2004 | Dream Park Concert DVD (夢幻遊園地演唱會DVD) | Avex Taiwan        |

### Contribuciones de bandas sonoras
| Año  | Drama                              | Lista |
| 2002 | MVP Valentine                      | - I Will - insert song - Every Heart - insert song                                                                                 |
| 2003 | Westside Story                     | - "當你" (When You) - insert song - "煎熬" (Suffering) - feat Tony Sun - insert song                                               |
| 2004 | Heaven's Wedding Gown              | - "花的嫁紗" - opening theme - "愛的天國" - ending theme                                                                           |
| 2006 | Smiling Pasta                      | - "彩虹的微笑" (Rainbow's Smile) - opening theme - "I Do" - insert song - "黃昏曉" (Dusk Dawn) - insert song                       |
| 2008 | Powerpuff Girls Z (Taiwan version) | "Touch Me!" - opening theme |
| 2009 | Momo Love                          | - "喜歡你怎麼辦" (I like you What to do) - opening theme - "小星星" (Little Star) - insert song                                    |
| 2011 | Love Keeps Going                   | - "不哭" (Don't Cry) - opening theme - "黏黏黏黏" (Stick to You) - ending theme - "下一頁的我" (The Next Page of Me) - insert song |

## Filmografía

### Películas
| Año  | Título     | Personaje          | Producciones             | Con        |
| 2000 | The Cabbie |                    |                          |            |
| 2009 | Candy Rain | Ricky's Girlfriend | Three Dots Entertainment | Karena Lam |

### Televisión
| Año  | Título en chino | Título en inglés      | Personaje / Remaques                        | Canal         | Co-stars                    |
| ---- | --------------- | --------------------- | ------------------------------------------- | ------------- | --------------------------- |
| 1999 | 車正在追        | The Car Is In Pursuit | La Leche (牛奶)                             | PTS           |                             |
| 2003 | 西街少年        | Westside Story        | Shen Yin He (沈銀荷)                        | CTS/SET Metro | 5566, Wallace Huo           |
| 2004 | 天國的嫁衣      | Heaven’s Wedding Gown | Tao Ai Qing / Ivy (陶艾青)                  | CTS/SET Metro | Leon Jay Williams, Ming Dao |
| 2006 | 微笑 Pasta      | Smiling Pasta         | Cheng Xiao Shi (成曉詩)                     | TTV/SET Metro | Nicholas Teo                |
| 2008 | 桃花小妹        | Momo Love             | Chen Tao Hua (陳桃花)                       | CTV/GTV       | Jiro Wang, Calvin Chen      |
| 2011 | 美樂加油        | Love Keeps Going      | Zha Mei Le (查美樂) / He Yan Qin (何言沁)   | CTV/GTV       | Mike He, Eli Shi            |
| 2013 | 幸福選擇題      | Second Life           | Li En Zhen (黎恩真） / Chen Zi Jun (陳姿鈞) | SET Metro     | Kun Da                      |

### Videos musicales
- "DaDaDa" MV - features Danson Tang
- "Degenerate" MV by Jones Shi
- "Love’s Option" MV by Zhang Yun Jing